# The Look of Love (Dusty-Springfield-Lied)
The Look of Love ist ein Lied von Burt Bacharach und Hal David, das erstmals im Dezember 1966 von Stan Getz eingespielt wurde und im Folgejahr durch die britische Popsängerin Dusty Springfield bekannt wurde. Der Song zeichnet sich durch seine Sinnlichkeit und seinen entspannten Bossa-Nova-Rhythmus aus. Das Lied wurde in einer ausgedehnten Zeitlupensequenz in dem 1967 gedrehten James-Bond-Parodie-Film Casino Royale verwendet. Das Lied wurde 2008 in die Grammy Hall of Fame aufgenommen. Bei den Oscars 1968 war er als bester Song nominiert.

## Autorenbeteiligungen
Die Musik wurde von Burt Bacharach geschrieben und sollte ursprünglich ein Instrumentalstück sein. Später fügte Hal David jedoch den Text hinzu, und der Song wurde 1967 veröffentlicht. Laut Bacharach wurde die Melodie inspiriert, als er Ursula Andress in einer frühen Version des Films sah.

## Aufnahmen
Die erste Aufnahme des Songs, eine Instrumentalversion, machte Stan Getz im Dezember 1966 für sein Album What the World Needs Now: Stan Getz Plays Burt Bacharach and Hal David. Die erste Aufnahme mit dem Text des Songs stammt von Dusty Springfield für den Soundtrack von Casino Royale. Phil Ramone, der Toningenieur des Soundtracks, nahm das Lied getrennt von der Filmmusik auf. Die Filmversion erhielt eine Oscar-Nominierung für die Songwriter Bacharach und David. Springfield nahm den Song im selben Jahr für Philips Records neu auf, mit einem Arrangement, das etwa eine halbe Minute kürzer war als die Soundtrack-Version. Beide Springfield-Versionen enthalten ein gehauchtes Tenorsaxophon-Solo, das dem Spiel von Stan Getz auf seinen Bossa-Nova-Hits der frühen 1960er Jahre wie „The Girl from Ipanema“ und „Corcovado (Quiet Nights of Quiet Stars)“ ähnelt. Ihre Philips-Single erreichte im November 1967 Platz 22 der U.S. Billboard Hot 100. Springfields Philips-Version wurde später im Film Catch Me If You Can aus dem Jahr 2002 verwendet.
Claudine Longet nahm den Song 1967 auf ihrem gleichnamigen Album auf. Lainie Kazan nahm „The Look of Love“ (arrangiert von Pat Williams) ebenfalls 1967 auf ihrem Album Love Is Lainie auf. Nina Simone nahm „The Look of Love“ ebenfalls 1967 auf ihrem Album Silk & Soul auf. Morgana King nahm „The Look of Love“ 1967 auf ihrem Album Gemini Rising auf.
Sérgio Mendes’ Hit auf dem Album Look Around von Sérgio Mendes & Brasil '66 erreichte Platz 4 der Pop-Charts, nachdem er bei der Übertragung der Oscar-Verleihung im April 1968 gespielt worden war. Die Leadstimme auf dieser Single wurde von Janis Hansen und nicht von Lani Hall gesungen, eine Seltenheit im frühen Brasil '66-Kanon. Andy Williams veröffentlichte 1967 eine Version auf seinem Album Love, Andy, und Nancy Wilson nahm den Song 1968 auf ihrem Album Easy auf. Die Soulgruppe The Delfonics coverte den Song ebenfalls 1968 auf ihrem Album La La Means I Love You, während das legendäre Motown-Quartett Four Tops den Song 1969 auf ihrem Album Soul Spin in eine mitreißende Broadway-Version verwandelte. Das brasilianische Trio Som Três nahm eine frühe Instrumentalversion auf seinem Album Show (Odeon, 1968) auf. Dorothy Ashby nahm das Lied 1968 in ihr Album Afro-Harping auf. Eine Instrumentalversion des Liedes erschien 1967 auf dem Album Reach Out von Burt Bacharach, das auch auf dem Soundtrack des Films Die Harten und die Zarten zu hören war.

## Auswirkungen
Der Schauspieler und Komiker Mike Myers sagte, sein Film Austin Powers: International Man of Mystery wurde teilweise von „The Look of Love“ inspiriert. Myers sagte, als er den Song im Radio hörte, schwelgte er in Erinnerungen an die 1960er Jahre, die ihn zu dem Film inspirierten.